# Zărand

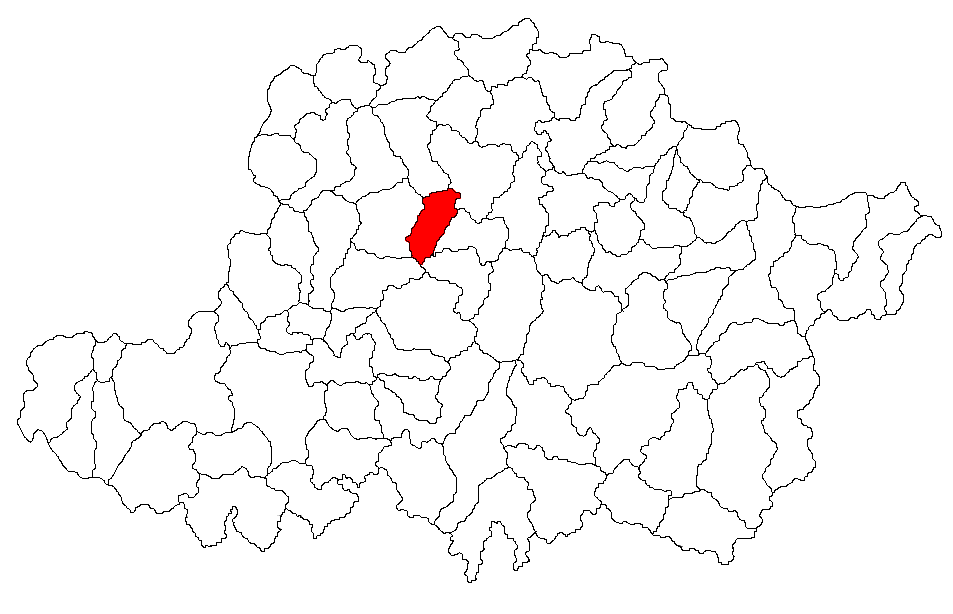
Lage der Gemeinde Zărand im Kreis Arad

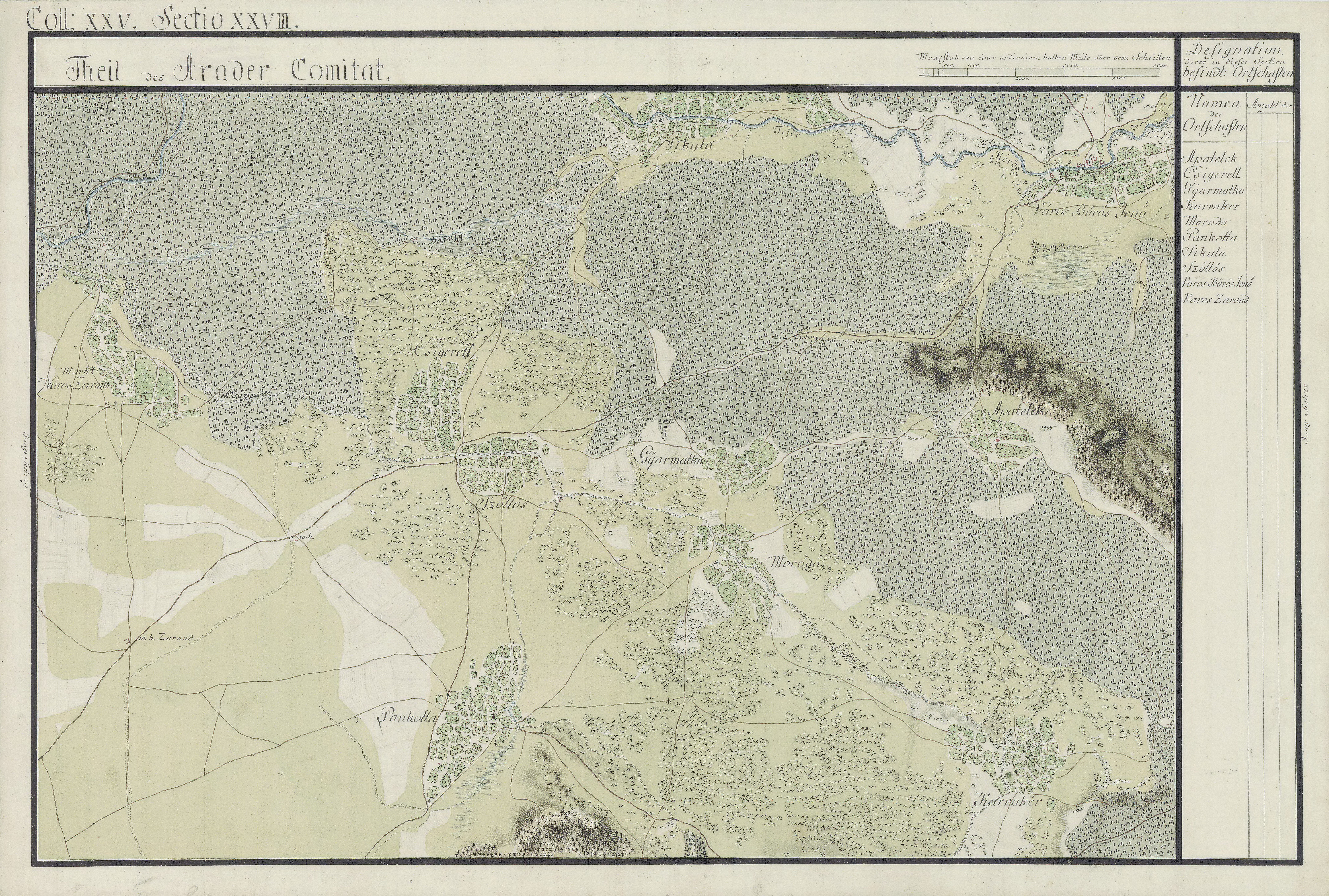
Zărand (Varos Zarand) auf der Josephinischen Landaufnahme von 1782–1785.

Zărand (deutsch Sarand, ungarisch Zaránd) ist eine Gemeinde im Kreis Arad, im Kreischgebiet, im Westen Rumäniens.

## Geografische Lage
Zărand liegt in 46 km Entfernung von der Kreishauptstadt Arad und 12 km von Pâncota.

## Nachbarorte
| Chișineu-Criș | Sintea Mare                                 | Ṭipar  |
| Șimand        | Kompassrose, die auf Nachbargemeinden zeigt | Șicula |
| Sântana       | Pâncota                                     | Seleuș |

## Geschichte
Die Ortschaft Zărand wurde 1318 erstmals urkundlich erwähnt. Das Komitat Zărand erscheint 1214 erstmals in den Zeitdokumenten.
Die gleichnamige Festung wurde im 15. Jahrhundert von dem Grundbesitzer Szokol errichtet.
Das serbisch-orthodoxe Bistum Zărand wird 1706 erstmals urkundlich erwähnt. Ab 1815 hatte das Bistum mit Bischof Nestor Ioanovici erstmals einen rumänisch-orthodoxen Bischof.
Nach dem Frieden von Karlowitz (1699) kam Arad und das Maroscher Land unter österreichische Herrschaft, während das Banat südlich der Marosch bis zum Frieden von Passarowitz (1718) unter Türkenherrschaft verblieb. Auf der Josephinischen Landaufnahme ist Zarand eingetragen.
Infolge des Österreichisch-Ungarischen Ausgleichs (1867) wurde das Arader Land, wie das gesamte Banat und Siebenbürgen, dem Königreich Ungarn innerhalb der Doppelmonarchie Österreich-Ungarn angegliedert. Die amtliche Ortsbezeichnung war Zaránd.
Der Vertrag von Trianon am 4. Juni 1920 hatte die Grenzregulierung zur Folge, wodurch Zărand  an das Königreich Rumänien fiel.

## Bevölkerungsentwicklung
| 1880 | 3847 | 3436 | 216 | 73 | 122            |
| 1910 | 5265 | 4745 | 336 | 55 | 129            |
| 1930 | 5149 | 4896 | 42  | 20 | 191            |
| 1977 | 3487 | 3216 | 5   | -  | 266            |
| 1992 | 2733 | 2469 | 4   | 1  | 259            |
| 2002 | 2674 | 2432 | 6   | -  | 236            |
| 2021 | 2669 | 1910 | 6   | -  | 753 (505 Roma) |